# Kristen Johnston
Kristen Johnston, ameriška filmska, televizijska in gledališka igralka, * 20. september 1967, Washington, D.C., Združene države Amerike. Najbolje je poznana po vlogi Sally Solomon v televizijski seriji Tretji kamen od sonca. Upodobila je tudi Vilmo Kremenček v filmu Kremenčkovi - Viva Rock Vegas.

## Zgodnje življenje
Kristen Johnston se je rodila 20. septembra 1967 v Washingtonu, D.C., Združene države Amerike. Njena starša sta bila po poklicu nepremičninski posrednik in republikanski senator iz Wisconsina. Kristen Johnston je večino otroštva preživela v Whitefish Bayju, Wisconsin, predmestju Milwaukeeja, kjer se je šolala na šolah St. Eugene's Catholic Grade School in Whitefish Bay High School. Nekaj svojih najstniških let je kot študentka na izmeni preživela v na Švedskem in v Južni Ameriki. Diplomirala je na univerzi New York University.

## Kariera
Kristen Johnston je s svojo igralsko kariero pričela z igranjem v teatru v newyorškem gledališču Atlantic Theater Company, kjer jo je odkril scenarist David Mamet. Med tem, ko je igrala v gledališču, se je med drugim pojavila v gledaliških igrah, kot so As You Like It, Girl's Talk, Stage Door, Author's Voice, Portrait of a Woman in Rosemary for Remembrance. Uči igranje na univerzi New York University.
Nastopila je z društvom Naked Angels Theatre Company v igrah The Stand-In in Hot Keys, skupaj z društvom New York Stage and Film v igri Kim's Sister, skupaj z igralcema Davidom Strathairnom in Jane Adams.
Za svoj nastop v igri The Lights v teatru Lincoln Center Theatre je bila Kristen Johnston nominirana za nagrado Drama Desk Award v kategoriji za »najboljšo stransko igralko«. Tako je pritegnila pozornost filmskih ustvarjalcev Carsey-Werner. Po mnogih avdicijah leta 1996 za televizijsko serijo Tretji kamen od sonca, je dobila vlogo Sally Solomon. Ob igralcih, kot so John Lithgow, Jane Curtin, French Stewart, in Joseph Gordon-Levitt, je v seriji igrala od leta 1996 do leta 2001 in si s tem prislužila dve nagradi Emmy v kategoriji za »najboljšo stransko igralko v humoristični seriji«.
Kristen Johnston je zaigrala v filmu The Debt, kratkem filmu, ki je na filmskem festivalu Cannes Film Festival leta 1993 dobil nagrado v kategoriji za »najboljši kratki film«. Leta 1995 je zaigrala Kate v filmu Backfire. Ostale televizijske vloge vključujejo serije Bolnišnica upanja, Hearts Afire in The Five Mrs. Buchanans. Sodelovala je pri ustvarjanju televizijske serije Microscopic Milton za kanal Disney Channel. Njene večje vloge so prišle s komercialno uspešnimi filmi, kot so Austin Powers: Vohun, ki me je nategnil v letu 1999, Austin Powers v Zlatotiču leta 2000 ter Glasba in besedilo iz leta 2007.
V letu 1998 je sodelovala pri delu za kampanjo Clairol ter se pojavila v Bad Religionovem glasbenem albumu No Substance.
Kristen Johnston se je pojavila v šesti in zadnji sezoni televizijske serije Seks v mestu. V epizodi »Splat!« njen lik, Lexi Featherston, postarana žurerka, po nesreči pade z okna in umre. V letu 2005 se je Kristen Johnston pojavila v šestih epizodah NBC-jeve televizijske serije Urgenca. Izbrana je bila za igranje Patsy v ameriški verziji britanske televizijske televizijske serije Absolutely Fabulous, vendar serije nikoli niso posneli. Leta 2009 se je pojavila v stranski vlogi v televizijski seriji Grda račka.

## Zasebno življenje
Kristen Johnston je leta 1996 hodila z igralcem Davidom Newsomom.

## Delo

### Filmografija
- The Orkly Kid  (1985)
- Amazonia  (1992)
- The Debt  (1993)
- Backfire!  (1995)
- London Suite  (1996) (TV)
- Tretji kamen od sonca  (1996–2001) (TV)
- Microscopic Milton  (1997) (TV)
- Nobody Knows Anything (1998)
- Austin Powers: Vohun, ki me je nategnil  (1999)
- Kremenčkovi - Viva Rock Vegas  (2000)
- Austin Powers v Zlatotiču  (2002)
- Seks v mestu  (2004) (TV)
- Urgenca  (2005) (TV)
- Sladke skušnjave  (2005)
- Krvava žetev  (2006)
- Glasba in besedilo  (2007)
- Vojna nevest  (2009)
- Nove pustolovščine stare Christine  (2009) (TV)
- Finding Bliss  (2009)
- Grda račka  (2009–2010) (TV)

### Gledališče
- The Lights  (1993)
- The Women  (2002)
- Aunt Dan and Lemon  (2004)
- The Baltimore Waltz  (2004)  Signature Theatre Company
- Much Ado About Nothing  Shakespeare in the Park
- The Skin of Our Teeth  Shakespeare in the Park
- Scarcity  (2007)
- »Love Song«  (Nov 2006 - Feb 2007)
- The Understudy (2008) Williamstown Theater Festival
- So Help Me God! (2009) Mint Theatre Company

## Nagrade in nominacije
Emmyji
- 1997 - Najboljša stranska igralka v humoristični televizijski seriji (Tretji kamen od sonca) - dobila
- 1998 - Najboljša stranska igralka v humoristični televizijski seriji (Tretji kamen od sonca) - nominirana
- 1999 - Najboljša stranska igralka v humoristični televizijski seriji (Tretji kamen od sonca) - dobila

Zlati globusi
- 1997 - Izstopajoči nastop igralske zasedbe v humoristični televizijski seriji (skupaj z Jane Curtin, Josephom Gordonom-Levittom, Johnom Lithgowom in French Stewart; Tretji kamen od sonca) - nominirana
- 1997 - Izstopajoči nastop ženske igralke v humoristični televizijski seriji (Tretji kamen od sonca) - nominirana
- 1998 - Izstopajoči nastop igralske zasedbe v humoristični televizijski seriji (skupaj z Jane Curtin, Josephom Gordonom-Levittom, Johnom Lithgowom, Elmarie Wendel, Wayneom Knightom, Simbi Khali in French Stewart; Tretji kamen od sonca) - nominirana
- 1999 - Izstopajoči nastop igralske zasedbe v humoristični televizijski seriji (skupaj z Jane Curtin, Josephom Gordonom-Levittom, Johnom Lithgowom, Elmarie Wendel, Wayneom Knightom, Simbi Khali in French Stewart; Tretji kamen od sonca) - nominirana

TV Guide Awards
- 2001 - Stranska igralka v humoristični seriji leta (Tretji kamen od sonca) - nominirana